# Sergio Laganà
Sergio Laganà (né le 4 novembre 1982 à Reggio de Calabre) est un coureur cycliste italien, professionnel depuis 2006, membre, de 2011 à 2012 de l'équipe De Rosa-Ceramica Flaminia.

## Biographie
Sergio Laganà passe professionnel en 2007 dans l'équipe Tenax. Il court ensuite sous les couleurs des équipes LPR Brakes puis De Rosa-Stac Plastic en 2010.
Ses spécialités sont les montées ainsi que les courses de longue distance.

## Palmarès

### Palmarès amateur
- 2003
  - 2e de la Coppa Messapica
- 2006
  - Coppa Comune di Castelfranco
  - Gran Premio Industria del Cuoio e delle Pelli
  - 2e du Trophée Tempestini Ledo
  - 2e du championnat d'Italie élites ans contrat

### Palmarès professionnel
- 2008
  - 2e étape du Tour ivoirien de la Paix

## Classements mondiaux
| Année           | 2008 |
| --------------- | ---- |
| UCI Africa Tour | 72e  |